# Claude Grigaut
Le général d'armée aérienne Claude Grigaut, né le 23 juin 1919 à Paris 14e arrondissement et mort le 25 juillet 2016 à Carqueiranne (Var), était un aviateur militaire français. Il fut chef d’état-major de l'Armée de l'air (CEMAA) de décembre 1972 à juin 1976.

## Distinctions
- Grand Officier de la Légion d'honneur[2],[3]
- Grand-Croix de l'ordre national du Mérite[2]
- Croix de guerre 1939-1945[2],[3]
- Croix de la Valeur militaire[2],[3]
- Médaille de l'Aéronautique[2],[3].

## Œuvres
- « Une interview du chef d’état-major de l’armée de l'air - le général d’armée aérienne Claude Grigaut », Aviation Magazine International, no 605,‎ 1er mars 1973.
- Claude Grigaut, « Entretien avec le Chef d'état-major de l'Armée de l'air (Cemaa) », Revue Défense nationale, no 337,‎ octobre 1974.
- « Une lettre du chef d'état-major de l'armée de l'air », Le Monde,‎ 8 mai 1976 (lire en ligne).
- Claude Grigaut, « La sécurité dans la nouvelle conjoncture », Revue des Deux Mondes, no 5 - Quelle défense pour l'Europe,‎ mai 1990.